# Kurimka
Kurimka é um município da Eslováquia, situado no distrito de Svidník, na região de Prešov. Tem 12,46 km² de área e sua população em 2018 foi estimada em 383 habitantes.

## Demografia
| Ano:        | 1994 | 2004   | 2014   | 2024   |
| ----------- | ---- | ------ | ------ | ------ |
| Broj ljudi: | 398  | 385    | 381    | 362    |
| Razlika:    |      | -3,26% | -1,03% | -4,98% |

| Ano:               | 2023 | 2024   |
| ------------------ | ---- | ------ |
| Número de pessoas: | 365  | 362    |
| Diferença:         |      | -0,82% |